# Жан-Крістоф Баебек
Жан-Крістоф Баебек (фр. Jean-Christophe Bahebeck, нар. 1 травня 1993, Сен-Дені) — французький футболіст камерунського походження, нападник та фланговий півзахисник.

## Клубна кар'єра

### Рання кар'єра
Баебек народився в передмісті Парижа, Сен-Дені. Він є молодшим братом футболіста Росірі Мангуеле. У 2000 році Жан-Крістоф почав свою кар'єру в місцевому клубі «Персан Муніципаль». Після 3 років, проведених в команді, Баебек перейшов у напівпрофесійний клуб «Персан».
В 2006 році в одному з матчів за «Персан», Баебек був помічений скаутами «Парі Сен-Жермена», які і запросили його в академію клубу. Проте футболіст приймає рішення залишитися в «Персані» ще на рік, щоб бути ближче до сім'ї. Інтерес до півзахисника також проявляли «Бордо» та «Марсель», але Баебек віддав перевагу «ПСЖ». У 2007 році він перейшов у молодіжну команду клубу.

### «Парі Сен-Жермен»

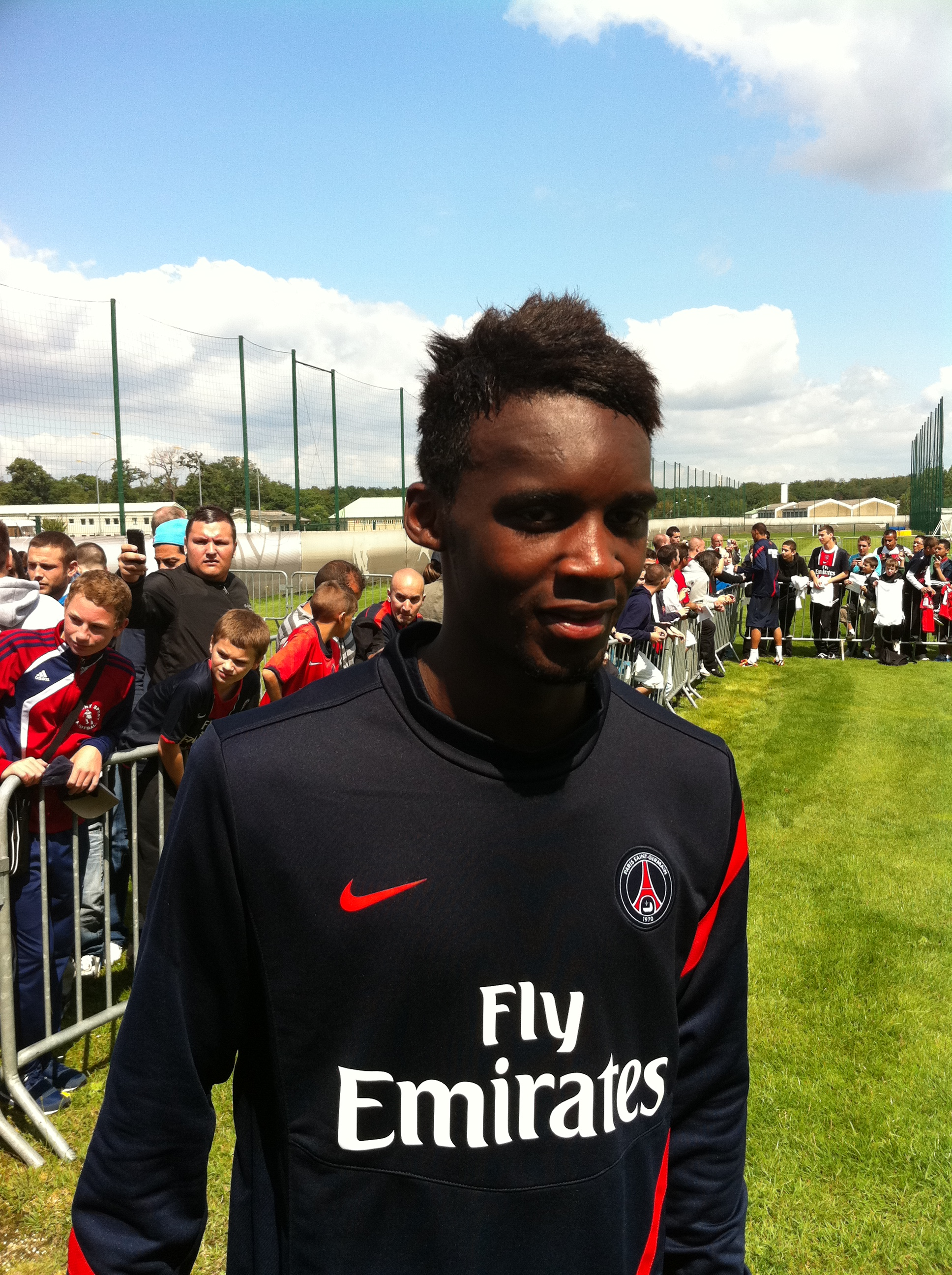
Баебек на тренуванні «Парі Сен-Жермен»

Баебек був прийнятий в команду юнаків до 14 років, де відразу ж показав себе, як голеадор. Після цього він перейшов в команду юніорів до 15 років, а в сезоні 2008/09 в команду до 17 років, де забив 17 голів у 23 матчах. У наступному сезоні Жан-Крістоф перейшов у старшу команду клубу, у складі якої виграв молодіжну першість, де в 20 зустрічах 14 разів вразив ворота суперників.
Напередодні сезону 2010/11 Баебек був включений в заявку команди дублерів на участь у матчах четвертого дивізіону чемпіонату Франції. Також він потрапив у список футболістів, заявлених для участі в матчах за основну команду в Лізі Європи, під номером 37. 8 серпня 2010 року Жан-Крістоф дебютував у команді дублерів у поєдинку проти «Бург-Перронес». На наступному тижні, в матчі проти «Монс Ор Азегю Фут» він забив свій перший гол. В період з жовтня по січень, він відзначився ще шість разів. «Манчестер Сіті» та «Челсі», хотіли переманити півзахисника як вільного агента, тому що у нього на той момент не був підписаний професійний контракт.
Під час зимової перерви Баебек тренувався з основною командою парижан на зборі в Марокко. У січні 2011 року він був включений в заявку на матч Ліги 1 проти «Арль-Авіньйона». 2 березня у зустрічі Кубку Франції проти «Ле Мана», Баебек дебютував за основну команду, вийшовши на заміну наприкінці другого тайму, а на 108-й хвилині додаткового часу він забив переможний гол. Після закінчення сезону Жан-Крістоф підписав свій перший професійний контракт з клубом строком на три роки.
6 серпня 2011 року Баебек дебютував у Лізі 1, у матчі відкриття сезону проти «Лор'яна». 18 серпня Жан-Крістоф зіграв свій перший матч у Лізі Європи проти люксембургського «Дифферданжа», в якому він забив один з голів ПСЖ.

### Оренда в «Труа», «Валансьєн» і «Сент-Етьєн»
3 серпня 2012 року Баебек перейшов в «Труа» на правах оренди. У новій команді він вибрав 19 номер, що відповідало його віку на момент переходу. 11 серпня в матчі проти «Валансьєна» Жан-Крістоф дебютував у новому клубі. 18 серпня в поєдинку проти «Ліона», півзахисник забив свій перший гол за «Труа».
Влітку 2013 року Баебек знову був відданий в оренду, його новим клубом став «Валансьєнн». 10 серпня в матчі проти «Тулузи» він дебютував за команду. 23 листопада в поєдинку проти «Ліона» Жан-Крістоф забив свій перший гол за «Валансьєн».
Влітку 2014 року футболіст повернувся до «Парі Сен-Жермен», проте в команді закріпитись не зумів, зігравши лише у 15 матчах чемпіонату. Незважаючи на це Жан-Крістоф став з командою в тому сезоні володарем усіх французьких трофеїв — чемпіоном Франції, а також володарем Кубка Франції, Кубка французької ліги та Суперкубка Франції.
10 серпня 2015 року, через кілька днів після перемоги з парижанами на черговому Суперкубку Франції, Баебек знову був відданий в оренду, цього разу до кінця сезону в «Сент-Етьєн». 15 серпня 2015 року він провів свій перший матч за «зелених» проти «Бордо» (1:1). Наразі встиг відіграти за команду із Сент-Етьєна 2 матчі в національному чемпіонаті.

## Виступи за збірні
2009 року дебютував у складі юнацької збірної Франції, взяв участь у 20 іграх на юнацькому рівні, відзначившись 8 забитими голами.
Протягом 2012–2013 років залучався до складу молодіжної збірної Франції. Разом зі збірною до 20 років став чемпіоном світу 2013 року у Туреччині, де зіграв у шести матчах і забив два голи. Всього на молодіжному рівні зіграв у 27 офіційних матчах, забив 8 голів.
Наразі гравець не заграний за національну збірну Франції, тому має право виступати за збірну Камеруну

## Статистика виступів

### Статистика клубних виступів
| Сезон                       | Команда                     | Чемпіонат                   | Чемпіонат | Чемпіонат | Національний кубок | Національний кубок | Національний кубок | Континентальні кубки | Континентальні кубки | Континентальні кубки | Інші змагання | Інші змагання | Інші змагання | Усього | Усього |
| Сезон                       | Команда                     | Ліга                        | Ігор      | Голів     | Ліга               | Ігор               | Голів              | Ліга                 | Ігор                 | Голів                | Ліга          | Ігор          | Голів         | Ігор   | Голів  |
| --------------------------- | --------------------------- | --------------------------- | --------- | --------- | ------------------ | ------------------ | ------------------ | -------------------- | -------------------- | -------------------- | ------------- | ------------- | ------------- | ------ | ------ |
| 2010-11                     | «Парі Сен-Жермен»           | Л1                          | 11        | 0         | КФ+КЛ              | 2+0                | 1+0                | ЛЄ                   | 0                    | 0                    | -             | —             | —             | 13     | 1      |
| 2011-12                     | «Парі Сен-Жермен»           | Л1                          | 8         | 0         | КФ+КЛ              | 0+1                | 0+1                | ЛЄ                   | 6                    | 1                    | —             | —             | —             | 15     | 2      |
| 2012-13                     | «Труа»                      | Л1                          | 27        | 3         | КФ+КЛ              | 3+2                | 2+0                | —                    | —                    | —                    | —             | —             | —             | 32     | 5      |
| 2013-14                     | «Валансьєнн»                | Л1                          | 19        | 2         | КФ+КЛ              | 1+1                | 0+0                | —                    | —                    | —                    | —             | —             | —             | 21     | 2      |
| 2014-15                     | «Парі Сен-Жермен»           | Л1                          | 15        | 2         | КФ+КЛ              | 4+1                | 0+1                | ЛЧ                   | 3                    | 0                    | СФ            | 1             | 0             | 24     | 2      |
| 2015-16                     | «Парі Сен-Жермен»           | Л1                          | 0         | 0         | КФ+КЛ              | 0                  | 0                  | ЛЧ                   | 0                    | 0                    | СФ            | 1             | 0             | 1      | 0      |
| Усього за «Парі Сен-Жермен» | Усього за «Парі Сен-Жермен» | Усього за «Парі Сен-Жермен» | 34        | 2         |                    | 8                  | 3                  |                      | 9                    | 1                    |               | 2             | 0             | 53     | 6      |
| 2015-16                     | «Сент-Етьєн»                | Л1                          | 1         | 0         | КФ+КЛ              | 0                  | 0                  | ЛЄ                   | 0                    | 0                    | —             | —             | —             | 1      | 0      |
| Усього за кар'єру           | Усього за кар'єру           | Усього за кар'єру           | 81        | 7         |                    | 15                 | 5                  |                      | 9                    | 1                    |               | 2             | 0             | 107    | 13     |

## Титули і досягнення
- Чемпіон Франції (1):

«Парі Сен-Жермен»: 2014-15
- Володар Кубка Франції (1):

«Парі Сен-Жермен»: 2014-15
- Володар Кубка французької ліги (1):

«Парі Сен-Жермен»: 2014-15
- Володар Суперкубка Франції (2):

«Парі Сен-Жермен»: 2014, 2015
- Чемпіон світу (U-20): 2013